# 管理社会
管理社会（かんりしゃかい）とは社会の形態を表す言葉の一つ。社会統制により個人が抑圧・否定される社会。

## 意味
情報技術が発達することで、社会の多岐にわたる事柄に関して徹底した情報収集と集中管理が技術的に可能となる。これを社会で包括的かつ積極的に導入し、社会のなかの個人や組織を統一管理しようとする社会またはその概念や風潮をいう。
古くは各々の物々交換であったやりとりを、通貨を介する方法に統一管理されたこと、さらには銀行で決済を行ったりするようになったことも、経済（経国済民）の面での管理社会化といえる。さらに現在は、プリペイドカードなどの仮想通貨も普及しつつある。
運用次第では、人間に関しても病歴などの個人情報や、移動場所や購買履歴などの生活・行動に関する様々な情報が収集され、それらが特定個人の情報として（横方向にも）関連付けられる。個人の行動様式も把握可能になる。
一方で、便利さの裏返しとして個人の情報を特定機関（多くは政府）に預けることになり、アクセスできる者の不正窃視・改ざん、情報漏えい、また個人の行動が監視・記録されることで個人の信条や趣向などが解析され、政府などが個人の自由や権利を抑圧したり、特定組織人のみが利するような極めて不平等・不自由な社会となっていく。
この言葉は、1960年代より日本の学会やマスコミで用いられるようになった。個人の信条や行動が監視され、抑圧・統制されるようになる社会といった否定的な意味合いで用いられることが多い。「1984年 (小説)」では、特定政党が牛耳る管理社会・監視社会で、情報操作により一般市民が愚民化・奴隷化し、それに対する抵抗も無に帰すフィクションが描かれている。

## 特性
運用次第であるが、管理社会化がすすめられる場合は次のような利点と難点が考えられる。

### 利点
- 情報の精度向上とプライバシー保護
  - 銀行口座名義人・郵便物発送元と宛先・パスポートや交通定期券所持者・不動産の登記簿・選挙人・受験者などの各情報に関する個人や法人を、一意に特定できるようになる。氏名や住所、顔写真、従来の身分証代わり（運転免許証・健康保険証・学生証の番号など）、印鑑印影の情報は、重複（曖昧さ）や変更がありうるので（何かで悪用された場合を除き）人違いが漸減する。
  - いわゆる夜逃げによる債務逃れを防ぐことなどができる。
  - 会員システム登録や行政サービス利用、企業や個人の与信調査、個人や法人特定のために最小限の情報提供で済む（たとえば番号記載のみ、ICカード提示のみ）。従来であれば特定させるために氏名や屋号・住所・生年月日などを記載していたため、窓口担当者や事務処理者などの関与者が不意に知ることができるが、最小限の情報以外記載等不要となりプライバシー侵害を漸減できる[3]。
- 情報の自動収集化
  - 所持品（ICカード）・本人の生体（顔）・記憶について、最小限の情報またはセンサーによって（市中のカメラ、携帯電話などの発信装置など）本人が意識することなく、本人認証を行うことができ、かつ正確に情報機器へ転送させることができる。
  - 機械読み取りによって、手書きで発生していた誤記入・（乱筆等の）誤読取りを減らせる。
  - 処理の機械化により、省力化（コスト削減）が図れるとともに、結果算出まで高速化できる。
- 情報の集中管理と横方向の情報連係による情報統合
  - 別々の情報が統合・連係されることにより、「『（カルテ情報や保険証利用情報による）インフルエンザの通院者情報』と『（携帯電話の接続位置による）移動履歴』から、インフルエンザの発生源を特定する」「△△年代生まれの○○都道府県出身者は、●●を趣味とする人が##.#%、私立高校進学率は＊＊%、生命保険の平均掛け金は◎◎◎◎円、◆◆病の罹患率は□□%、@@歳時の平均余命は☆☆年」など統計処理が可能。
  - 分散・放置された古いままの情報や、矛盾した情報を漸減できる。入籍などによる姓の変更時も、1か所の台帳変更のみで対応できる。
  - 個人・法人情報が警察機関や税務署・税関等に把握されることで、犯罪発生時の早期検挙および抑止効果が期待できる。

### 難点
- プライバシー侵害と不正使用
  - 管理対象外の者（たとえば外国籍）や管理から逃れている者（故意）・そもそも漏れてしまった者（出生時・国籍取得時の登録ミスなど）には、社会全体およびその個人に利点が通用しない。
  - 情報関係特有の不正[4]が行われる。また、これらへの対策が常に求められ、コストが増大する。
  - 情報にアクセスできる特定者が、任意の個人や組織のプライバシーを侵害できる。 情報を入手できる特定の者や組織（前述）が、前述の不正（または脱法的な解釈により不正に近い行為など）を働く、または法律が変更されることで合法的に、社会全体や特定の組織・個人を支配することができる。
  - 従来では起きにくかった差別が助長される。再発しない病気であっても聞きなれない病歴をもとに就職非採用となったり、服役後の出所者が住宅の賃貸契約を拒まれる（そのために再犯してしまう（せざるを得ない））可能性がある。
- 情報集約による弊害
  - 管理元データに誤りがあった場合、アクセスしてくるすべての処理がその誤った情報を利用してしまう。自動化されていると、本人が気づかぬまま間違えた情報をもとに多数の処理がなされてしまう可能性がある。
  - 何かによって管理情報にアクセスできない場合[5]、サービスが利用できなくなる。通貨が完全オンライン化していると、小売店で本人認証と残高チェックができなくなり、なにも購入できなくなる可能性がある。
  - テロの質として狙われる可能性がある。

## 関連情報
- 搾取
- 国民総背番号制度
- 監視社会
- 愚民化政策
- 1984年 (小説) - 管理社会と独裁政権による全体主義国家の恐怖を描く。1949年刊行のジョージ・オーウェル（イギリス）の小説。
- ディストピア